# 松平正綱
松平 正綱（まつだいら まさつな）は、安土桃山時代から江戸時代前期にかけての武将・大名。相模国玉縄藩初代藩主。大河内松平宗家初代。世界最長の並木道である日光杉並木の寄進者として知られる。

## 生涯
天正4年（1576年）、徳川氏の家臣・大河内秀綱の次男として誕生。
天正15年（1587年）、主君・徳川家康の命で長沢松平家分家の松平正次の養子となって松平姓を称し、文禄元年（1596年）より家康に近仕。側近として重用されて板倉重昌・秋元泰朝と並んで駿府城での家康の近習出頭人の地位を占め、慶長14年（1609年）頃から勘定頭の任も兼ねる。
家康の死後は久能山への埋葬や、駿府城に遺された莫大な遺産の管理を担当。元和3年（1617年）の日光への改葬にも付き従っている。江戸幕府2代将軍・徳川秀忠の下でも勘定頭として活動し、相模玉縄2万2100石を領した。元和6年（1620年）、東福門院和子の入内に供奉する。寛永4年（1627年）の蒲生忠郷や同9年（1632年）の徳川忠長の改易には上使として派遣される。
ところが、寛永10年（1633年）9月、同僚の伊丹康勝とともに3代将軍・徳川家光から勘当を言い渡されて失脚。翌年5月に赦免され、復職した。
勘定方首座の任を外れてからは、家光の意を受けて日光東照宮の造営に従事した。寛永2年（1625年）から東照宮への参道に杉の植樹を開始。24年をかけて現在の日光杉並木の様相を整えた。慶安元年（1648年）にはそれを記念する石碑の建立を志し、林羅山に碑銘を依頼したものの、完成を見ることなく、同年死去した。

## 備考
『藩翰譜』には、｢天下郡國の吏務、貢賦の結解（けちげ）を司り、要劇の職にありて、終に一時の淹滞もなし｣と評されている。慶長15年（1610年）に駿府城が火事になった際、納戸から取り出した晒布を結んで石垣に垂れ、城中の者が脱出できる手筈を整えるなど、才知に富んでおり、なおかつ財政にも明るかったことから家康の覚えめでたかった。また、家康の死後は敬遠された駿府衆の中では唯一、秀忠や江戸老中にも重用された。幕府の財政政策はもとより天領の管理も担当する正綱の立場は、後の勘定奉行の前身とはいえ比較にならないほどの権勢を誇り、幕閣の会議を自邸で主宰したりなど格式と実力は老中に匹敵した。しかし、不幸にも3代将軍・徳川家光にとっては権力確立の妨げになる存在とされ（養子の信綱は家光の側近だったにもかかわらず）、幕閣から排除されてしまうのである。

## 系譜
父母
- 大河内秀綱（実父）
- 鳥居氏（実母）
- 松平正次（養父）

正室
- 山口弘定の娘

側室
- お八の方
- 寺西氏
- 宗寿院 ー 饗庭氏

子女
- 松平利綱（長男）
- 松平正信（次男）生母は寺西氏（側室）
- 松平正光（五男）生母は宗寿院（側室）
- 松平正朝 生母は宗寿院（側室）
- 堀直輝正室
- 本多利長正室
- 勢光院 ー 松平重正正室
- 溝口重雄正室
- 三宅康勝正室
- 稲葉正能室
- 榊原照清室
- 神保茂明正室

養子、養女
- 松平信綱 ー 大河内久綱の長男
- 土屋利直継室